# 中央黑土區

中央黑土區

中央黑土區（羅馬化：Tsentralno-Chernozyomnaya oblast）是蘇聯俄羅斯蘇維埃聯邦社會主義共和國在1928年至1934年間的行政區，包括了今日的沃羅涅日州、庫爾斯克州、別爾哥羅德州、奧廖爾州、利佩茨克州和坦波夫州。面積191,941平方公里，人口118.4萬人。首府為沃羅涅日，下分11專區。